# Erechthias indicatrix
Erechthias indicatrix är en fjärilsart som beskrevs av Edward Meyrick 1924. Erechthias indicatrix ingår i släktet Erechthias och familjen äkta malar. Inga underarter finns listade i Catalogue of Life.